# Basiliek van Onze-Lieve-Vrouw van Goede Bijstand
De Basiliek van Onze-Lieve-Vrouw van Goede Bijstand (in het Frans Basilique Notre-Dame de Bon-Secours) ligt in Péruwelz in Henegouwen (en in het bijzonder in de voormalige Belgische gemeente Bon-Secours, de plaats met een bedevaart gericht op een oude eik gewijd aan Notre-Dame-du-chêne-entre-deux-bois).
Het is een basiliek gewijd aan de verering van de maagd Maria, gebouwd in een massieve gotische stijl,
Reeds in de zestiende eeuw werden er pelgrimstochten georganiseerd en per decreet van het bisdom Doornik werd er een kapel gebouwd.
In 1885 begint de architect François Baeckelmans met de bouw van een nieuwe neogotische kerk. In 1892 werd het gebouw voltooid.
Aan de voorzijde bevinden zich twee vierkante torens en een poort. Het achterliggende gebouw is gebouwd volgens de centraalbouw met acht pilaren waarop de koepel mede rust.
In 1910 werd de kerk tot basiliek verheven.

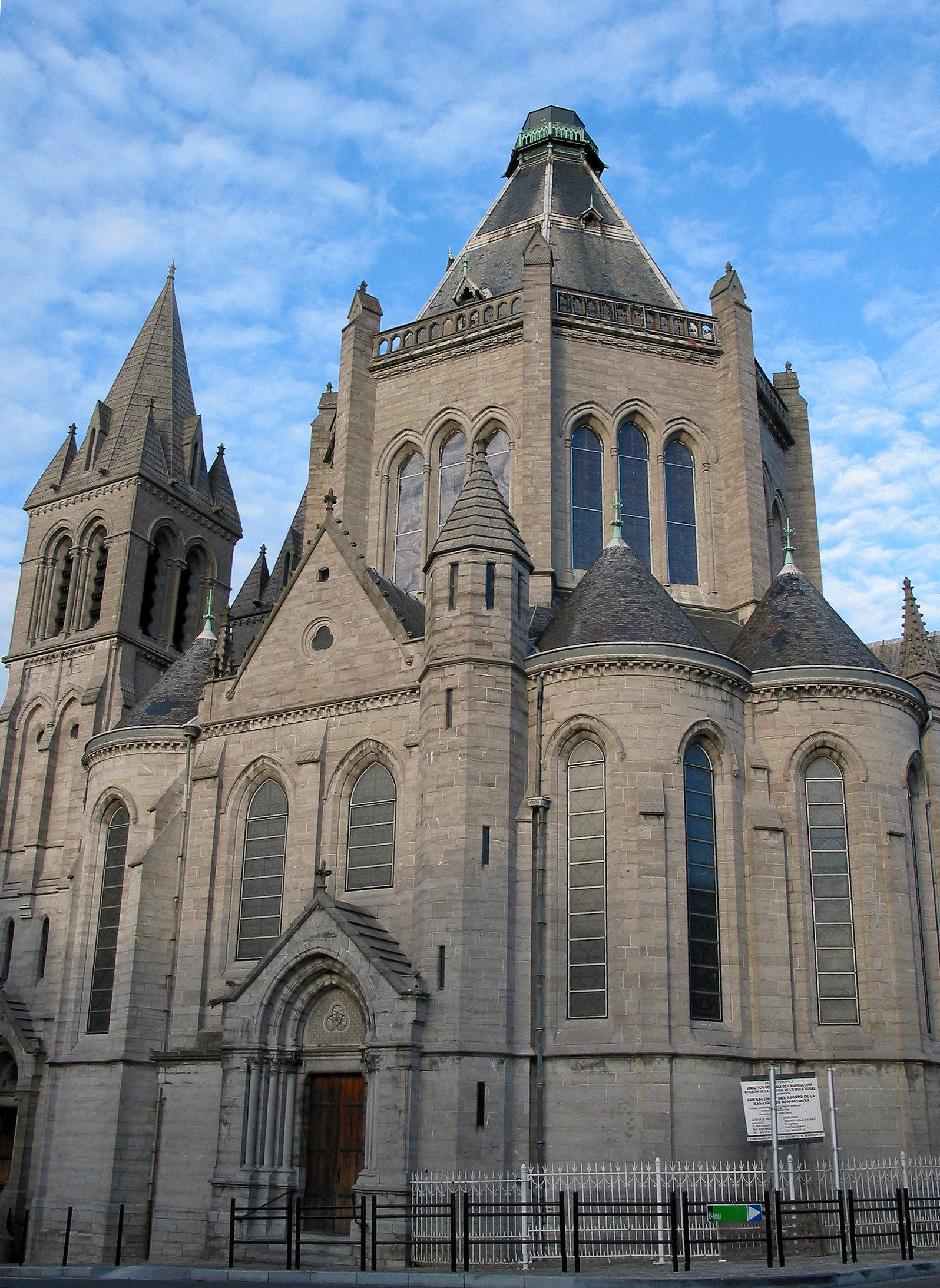

Tussen 1880 en de Eerste Wereldoorlog was de basiliek verbonden met het station van Péruwelz door middel van een paardentram.